# First United Methodist Church (Albuquerque)

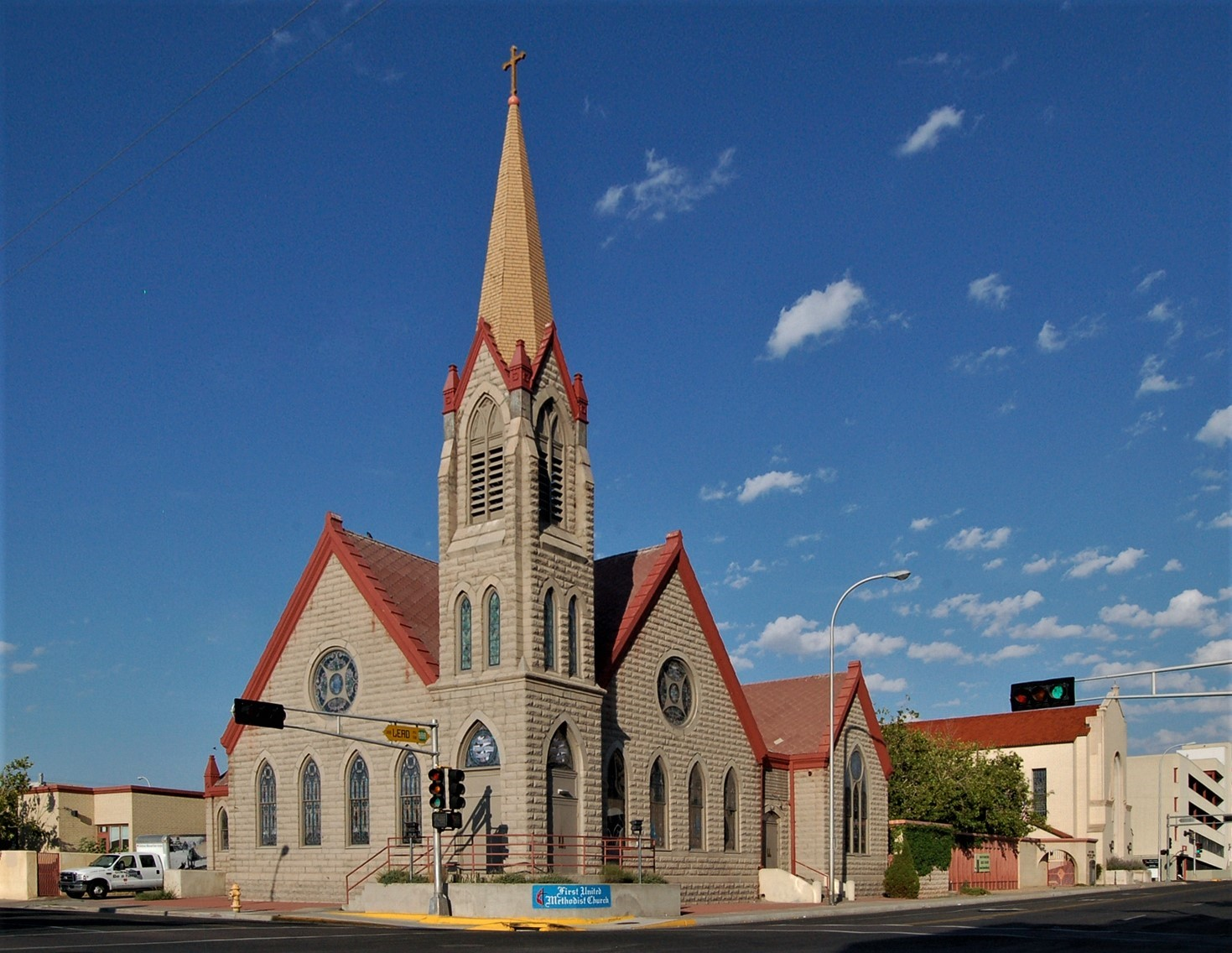
Die First Methodist Church in Albuquerque, heute als Gemeindesaal genutzt. Im Hintergrund erkennbar die neue Kirche

Die First United Methodist Church ist ein heute als Gemeindesaal genutztes Kirchengebäude der United Methodist Church in Albuquerque (Bernalillo County) im US-Bundesstaat New Mexico in den Vereinigten Staaten. Das Bauwerk wurde 1976 im National Register of Historic Places als historisches Denkmal aufgenommen.

## Geschichte
Mit dem Bau der Eisenbahn im Jahr 1879 erreichten die ersten Protestanten die zuvor katholisch geprägte Region Albuquerque. Am 1. November 1879 wurde Reverend N. Hewett Gale nach Albuquerque entsendet, um eine methodistische Gemeinde zu gründen. Am 18. April 1880 gründete Gale im Bernalillo County Courthouse zusammen mit fünf Gründungsmitgliedern sowie Reverend Harwood, den Missionsleiter und präsidierenden Ältesten des Bezirks, offiziell die erste Kirchengemeinde. Erste Gottesdienste fanden zunächst in einer Gaststätte statt, später konnte ein Raum angemietet werden.
Bereits im Jahr 1880 konnte mit dem Bau einer kleinen Kapelle aus Lehmziegeln begonnen werden, die an der Ecke Third Street und der Lead Avenue errichtet wurde, wo sich bis heute die methodistische Gemeindekirche befindet. Der Bau dieses ursprünglichen Lehmbaus wurde 1881 abgeschlossen, die Einweihung erfolgte jedoch erst am 27. September 1885. Die Verzögerung lag in der zu der Zeit etablierten Politik methodistischer Kirchen, ein Gebäude erst dann für Gottesdienste einzuweihen, wenn es von den ursprünglichen Schulden befreit war, die als Kredit aufgenommen werden mussten.
Wegen des Wachstums der Kirchengemeinde wurde im Jahr 1904 beschlossen, die ursprüngliche kleine Kirche aus Lehmziegeln abzureißen, um Platz für den heutigen größeren Bau zu schaffen, der die nordöstliche Ecke des Grundstücks einnimmt. Am 8. Januar 1905 erfolgte die Einweihung dieses Kirchengebäudes nach einem Entwurf von Charles Frederick Whittlesey im Stil der Neogotik. Bereits im Jahr 1955 wurde der Bau eines größeren Gotteshauses für die gewachsene Gliederzahl der Gemeinde nötig, welche die Westseite des Blocks einnimmt. Die heute denkmalgeschützte alte Kirche dient seitdem weiterhin als Gemeindesaal. Erhalten wurden auch die Buntglasfenster, die im Stil des Glaskünstlers Louis Comfort Tiffany ausgeführt wurden. Das Fenster im heutigen Archivraum wurde von Mitgliedern des Frauenhilfswerks der Armee gestiftet, deren Symbole auf den Malereien abgebildet sind. Das Fenster spiegelt auch die geeinte methodistische Kirche in Amerika wider, die vor dem amerikanischen Bürgerkrieg wegen der Frage der Sklaverei in einen nördlichen und einen südlichen Zweig gespalten war. Das Kirchengebäude diente mehrfach als Drehort der TV-Serie Breaking Bad.